# Craig Stevens (înotător)
Craig Stevens (n. 23 iulie 1980, Sydney, Noul Wales de Sud, Australia) este un înotător ce a reprezentat Australia, medaliat olimpic. A participat la 2 ediții ale Jocurilor Olimpice (2004, 2008) în care a câștigat două medalii de argint.